# PKCS 11
PKCS #11 — один из стандартов семейства Public-Key Cryptography Standards (PKCS). Он определяет платформонезависимый программный интерфейс доступа к криптографическим устройствам (смарткартам, токенам, криптографическим ускорителям, серверам ключей и другим средствам криптографической защиты информации). Иногда именуется Cryptoki (от англ. cryptographic token interface).
API описывает часто используемые типы криптографических объектов (RSA ключи, Сертификаты X.509, Ключи DES/Triple DES, и т. п.) и все функции необходимые для использования, создания или генерации, модификации и удаления этих объектов. Оригинальный API написан для языка Си, однако существует множество адаптаций под другие языки программирования.

## История
- 01/1994: старт проекта в RSA Laboratories[англ.]
- 04/1995: v1.0
- 12/1997: v2.01
- 12/1999: v2.10
- 01/2001: v2.11
- 06/2004: v2.20
- 12/2005: дополнения 1 & 2 (one-time password tokens, CT-KIP)
- 01/2007: дополнение 3
- 09/2009: v2.30 draft
- 12/2012: RSA прекращает сопровождение стандарта и передает контроль над ним консорциуму OASIS.
- 03/2013: Для работы над стандартом был создан OASIS PKCS11 Technical Committee.[1][2]
- 04/2015: v2.40
- 05/2016: v2.40 Errata 01 specifications.[3]

## Key Management Interoperability Protocol
Консорциум OASIS также разрабатывает протокол удаленного менеджмента криптографических объектов KMIP. После передачи консорциуму контроля над PKCS началась взаимная адаптация стандартов.